# Рододендрон остроконечный
Рододе́ндрон остроконе́чный (лат. Rhododendron mucronulatum) — многолетнее листопадное кустарниковое растение из рода рододендронов.
Китайское название: 迎红杜鹃 (Ин хун ду цзюань).

## Распространение и экология
Произрастает в Китае (Цзянсу, Ляонин, Внутренняя Монголия, Хубэй и Шаньдун), Корее, Монголии, России (на крайнем юго-западе Приморского края), Японии (Хонсю и Кюсю).
Растёт в подлеске и на опушках березовых, темнохвойных и кедрово-широколиственных лесов на склонах гор.

## Ботаническое описание

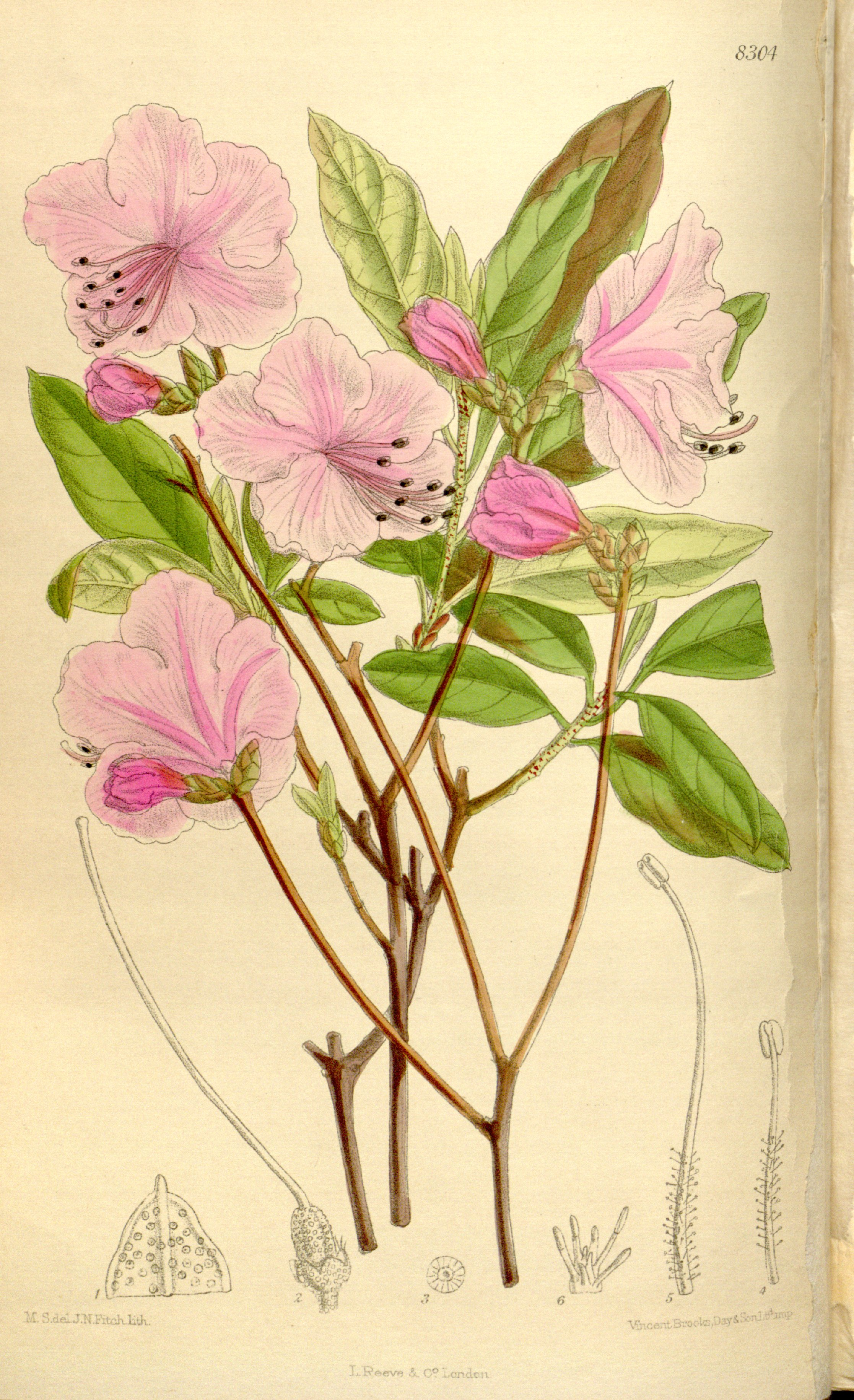
Ботаническая иллюстрация, Curtis's Botanical Magazine, 1910 г.

Листопадный ветвистый кустарник, высота 1—3 м. Молодые побеги ржаво-бурые, взрослые побеги серые.
Листья тонкие, эллиптические или эллиптически-ланцетные, заострённые или острые, 3-8 × 1-3,5 см, ярко-зелёные, длина черешка 3—5 мм. К концу лета листья буреют и осенью не скручиваются в трубку, большая их часть опадает.
Соцветия субапикальные, несут 1—6 цветков.
Цветёт до распускания листьев. Цветоножка 0,5—1 см, редко чешуйчатая; чашечка 5-лопастная, 0,5—1 мм, чешуйчатая, голая или редко щетинистая; венчик воронковидный, бледно-красновато-фиолетовый, или сиренево-розовый, 2,2—3,5 см длиной, 3—5 см в диаметре, наружная поверхность опушенная. Тычинки в количестве 10, не равной длины, немного короче, чем к трубка венчика; нити опушенные снизу. У Rhododendron var. albiiloruin Nakai цветки белые.
Плод — продолговатая коробочка, 1—1,7 см длиной. Семена вызревают в конце сентября.
Описаны 2 разновидности:
- Rhododendron mucronulatum var. ciliatum
- Rhododendron mucronulatum var. mucronulatum

В садоводческой литературе описывается Rhododendron mucronulatum var. taquetii. Медленно-растущая, карликовая форма (в возрасте 10 лет высота около 30 см), найденная во время ботанического экспедиции на остров Чеджу (Jejudo) юге Кореи в мае 1976 г. Растения выращенные из семян выращиваются в качестве декоративных садовых растений. Эта форма, вероятно, зацветает позже типовые растения. Цветки от розовых до фиолетовых, широко-воронковидные. Соцветия одноцветковые. Аромат отсутствует. Листья от эллиптических до ланцетовидных. Выносят понижения температуры до −29°С.
Некоторые систематики считают рододендрон остроконечный подвидом Рододендрона даурского — Rhododendron dauricum L. subsp. mucronulatum (Turcz.) Vorosch.

## В культуре
В культуре с 1882 года (в Европе), а дальневосточном регионе много раньше.
В ГБС с 1953 года. В 15 лет кустарник имеет высоту 1,65 м, диаметр куста 80—100см (250см), диаметр наиболее крупных стволов 2—2,5 см. Годичный прирост составляет 10—15 см. Побеги, расположенные в нижней части кроны, заканчивают рост рано, в верхней — продолжают вегетировать до августа включительно. 
Цветёт в мае или конце апреля ежегодно, особенно интенсивно на ветвях, перезимовавших под снегом. Продолжительность цветения две-три недели. 
Цветочные почки, расположенные в верхней части кроны, часто погибают зимой; тогда же обмерзают концы однолетних побегов, которые не успели одревеснеть к наступлению холодов. Укрытие растений на зиму или пригибание их к земле исключает обмерзание ветвей и обеспечивает ежегодное обильное цветение. Листья по-являются после цветения, обычно во второй половине июня. Листопад начинается с середины сентября; часть листьев иногда сохраняется до весны. 
Семена в Москве вызревают редко, в октябре. Побеги одревесневают на 75—100 %. Зимостойкость I—II. В Хабаровске плодоносит. В условиях Нижегородской области относительно зимостоек (в этом отношении близок рододендрону даурскому). Семена вызревают.
Рододендрон остроконечный — официальный природный символ города Владивостока
С рододендроном готовят традиционное корейское лакомство чиндаллэ хваджон (진달래 화전), рисовый пирожок «тток» с лепестками рододендрона.

## Значение и применение
Весенний медонос и пыльценос. Пчёлы активно посещают цветка для сбора нектара и пыльцы. Масса пыльников одного цветка 34,6—54,3 мг, а пыльцепродуктивность 11,5—18,1. Пыльца бледно-желтая, клейкая.

## Сорта
- Rhododendron mucronulatum var. mucronulatum 'Cornell Pink'

## Галерея

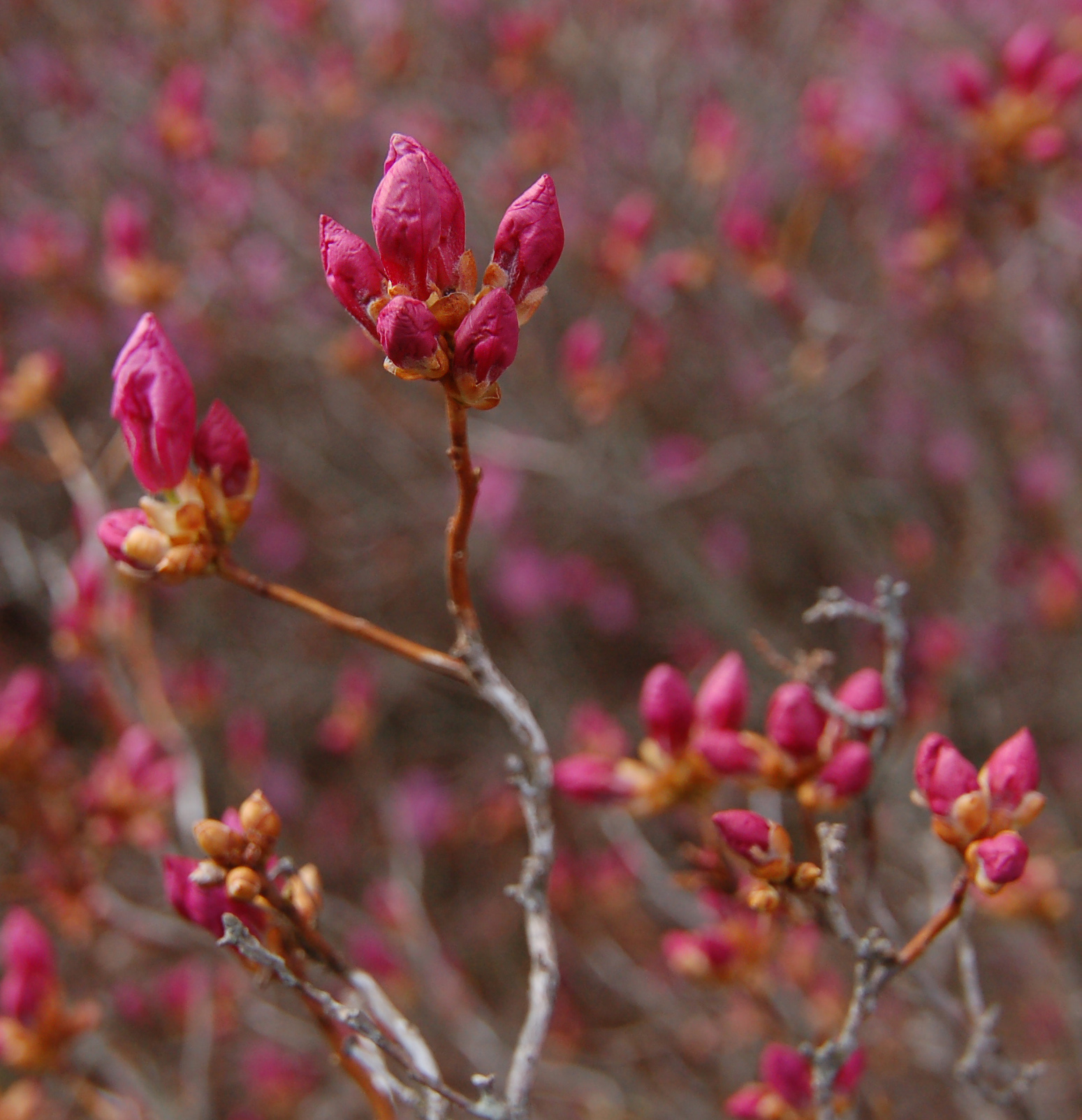
Бутоны Rh. mucronulatum 'Wheeldon Pink'
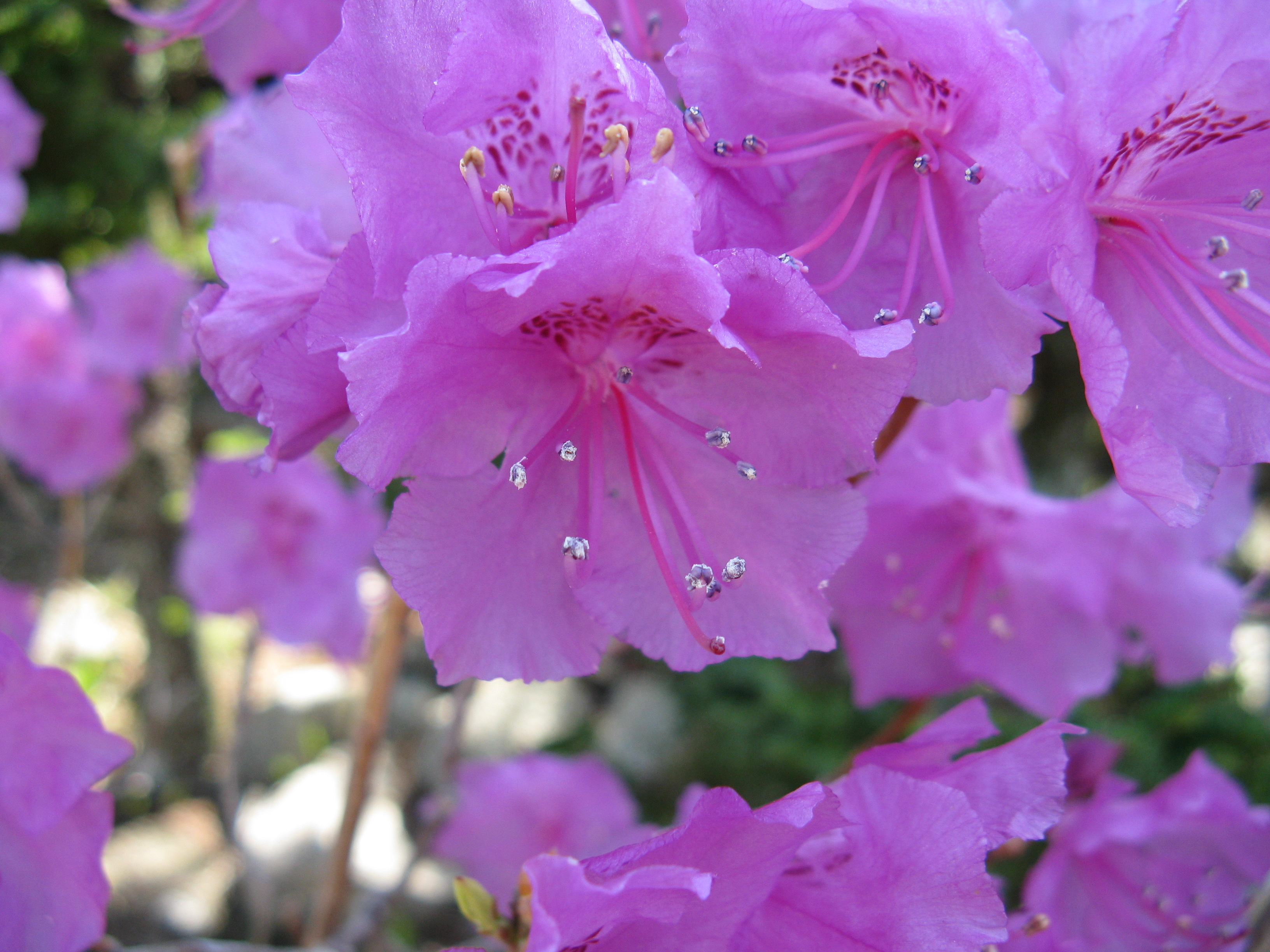
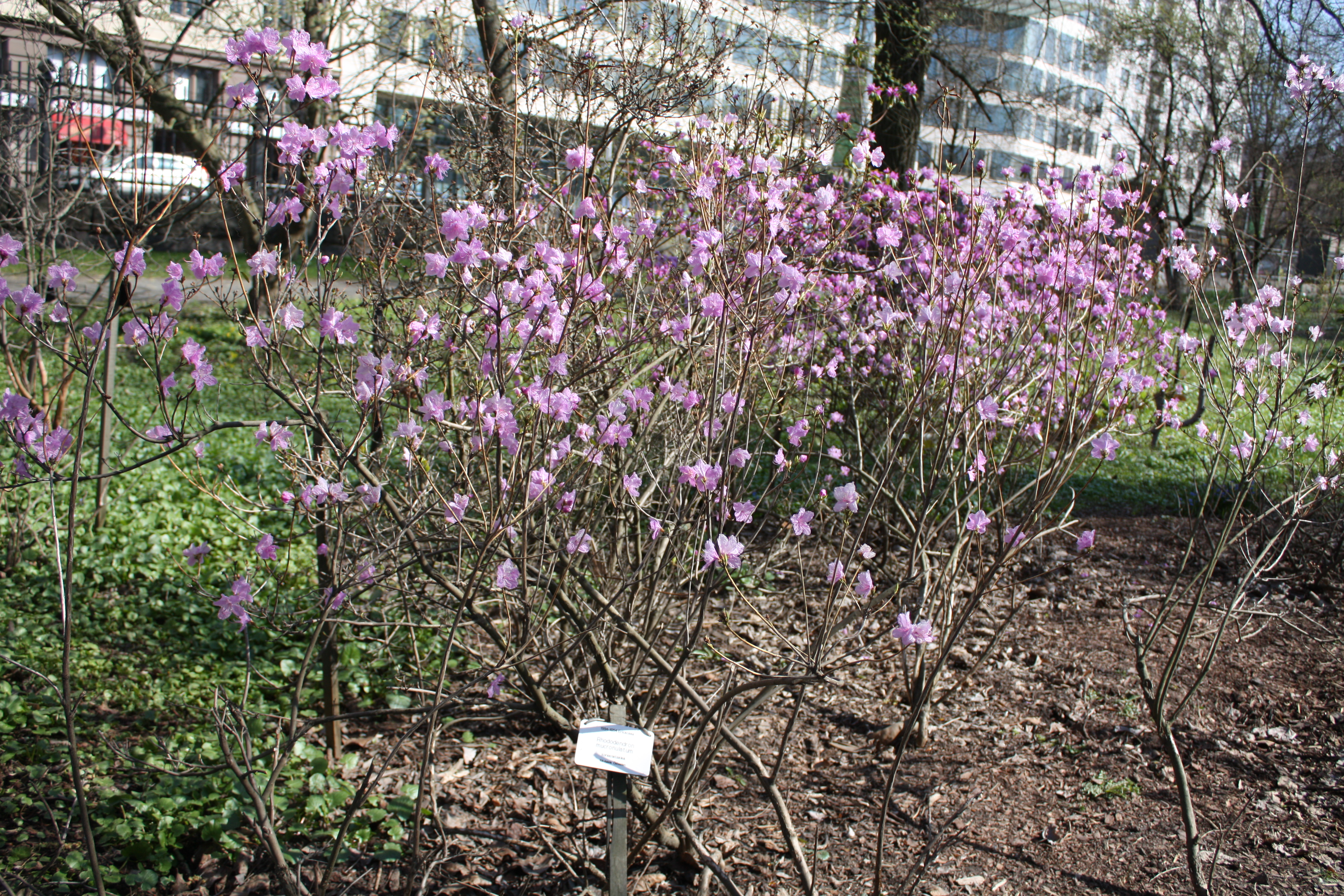
Финляндия, Хельсинки
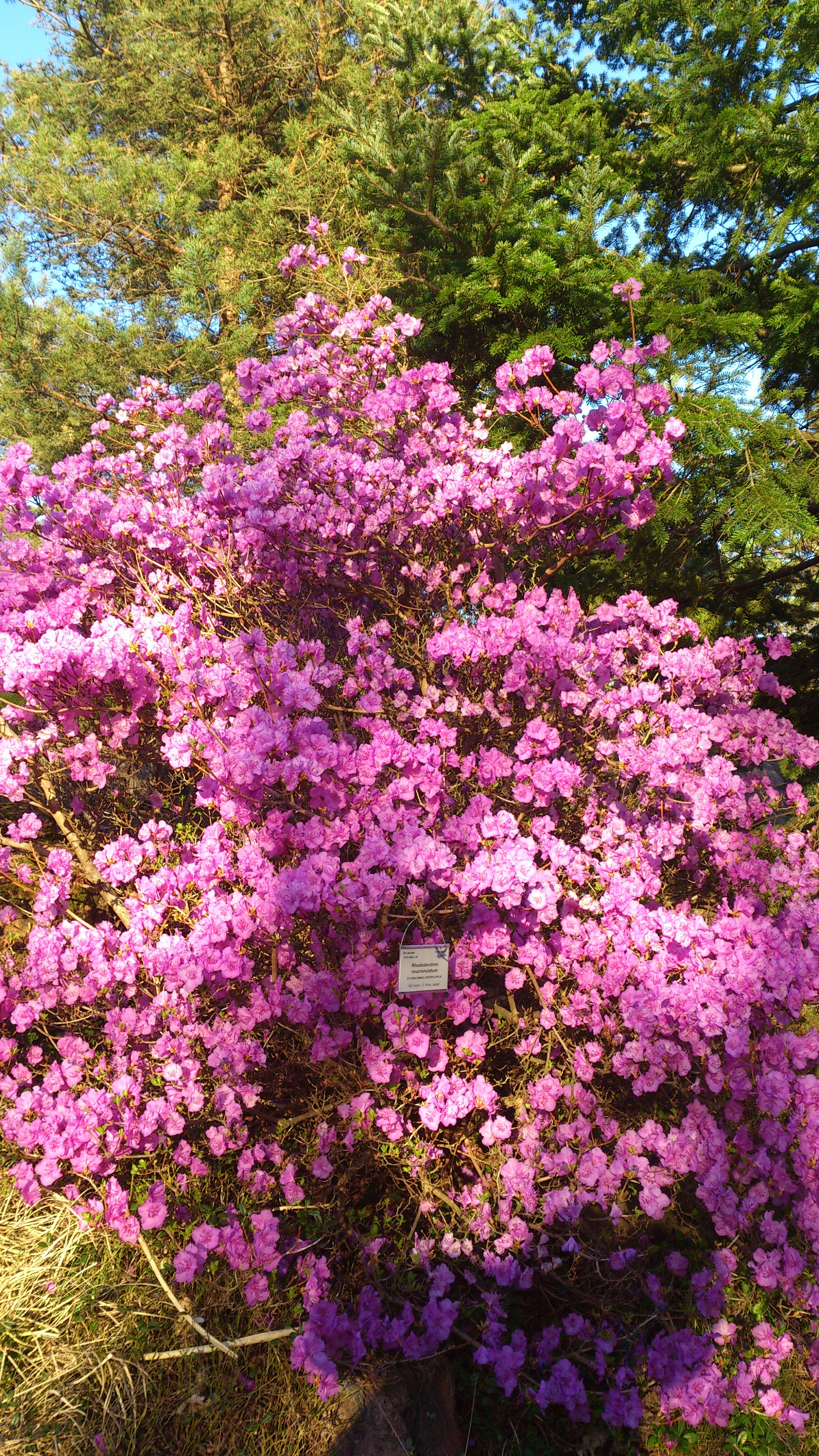
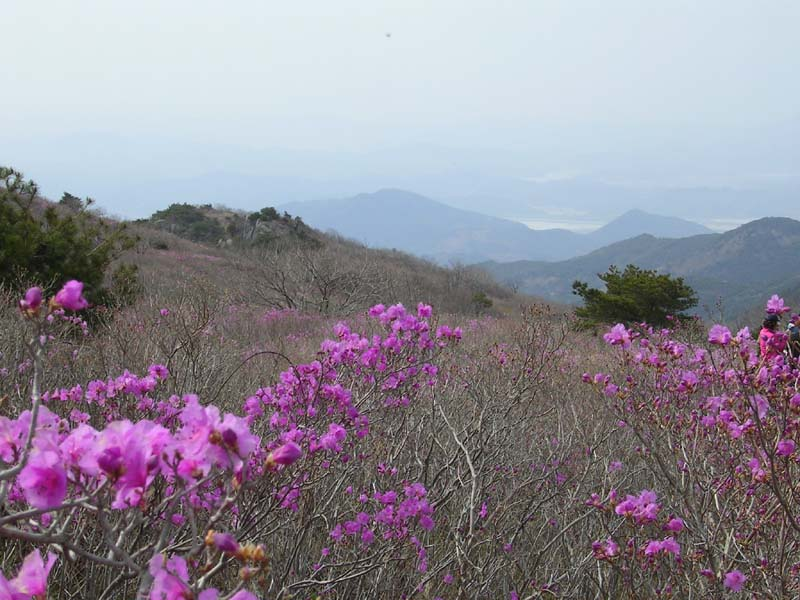
Южная Корея
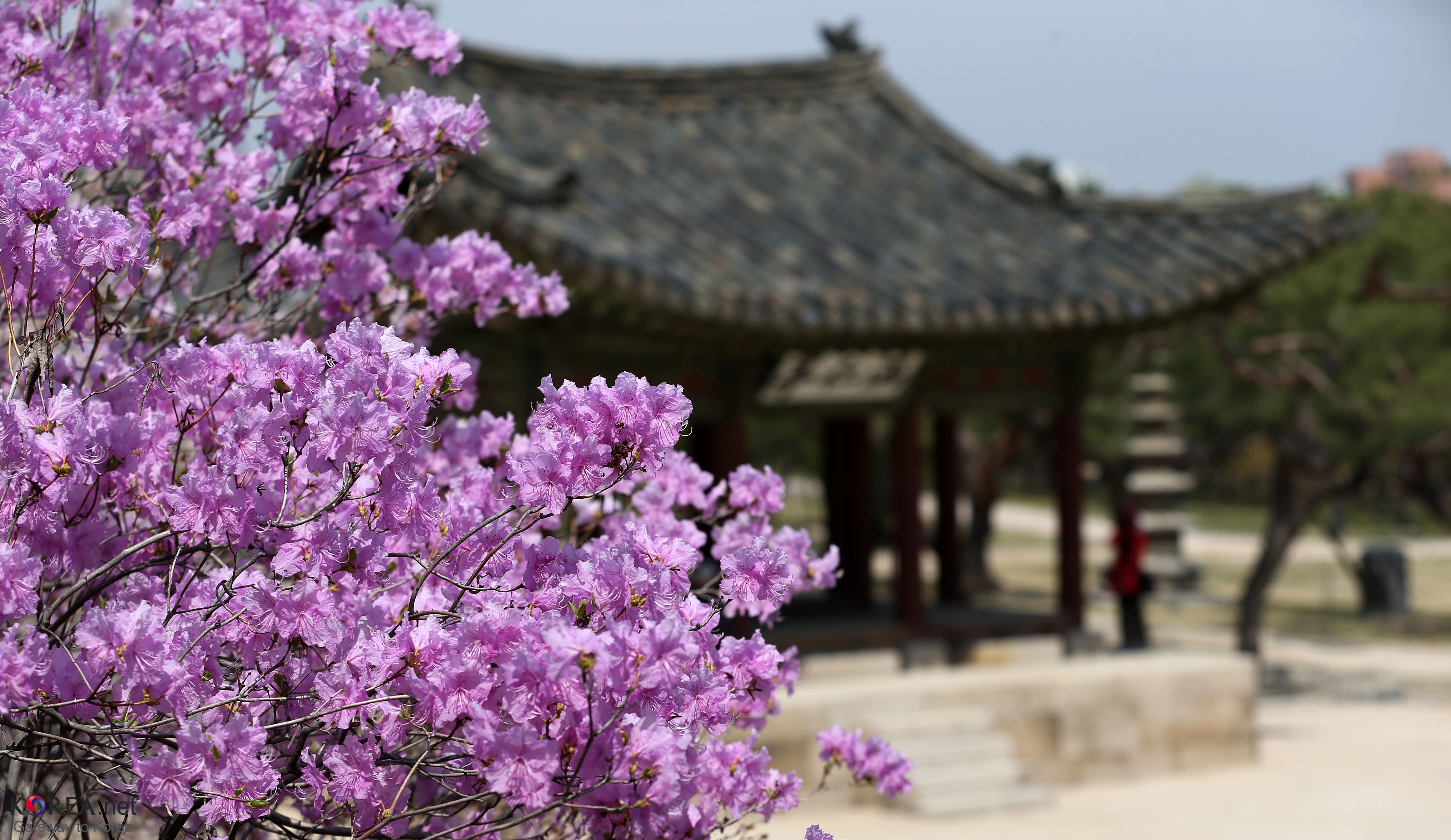
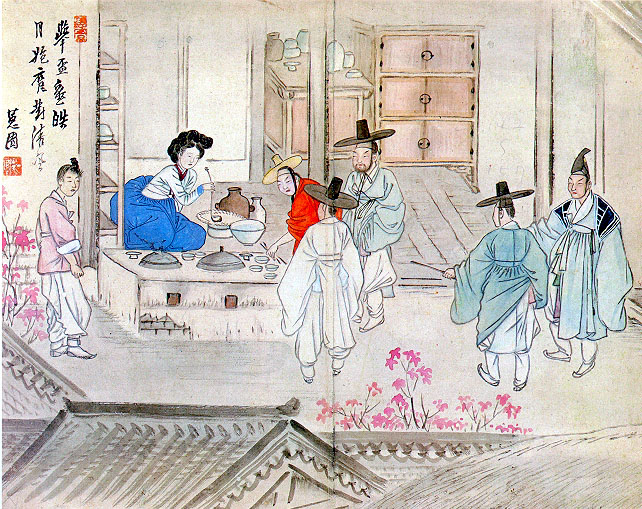
Чосон, XIX век